# Comuna Iarîșiv, Moghilău
Iarîșiv (în ucraineană Яришів) este o comună în raionul Moghilău, regiunea Vinnița, Ucraina, formată din satele Iarîșiv (reședința) și Leadova.

## Demografie
Componența lingvistică a satului Iarîșiv
     Ucraineană (97,85%)
     Rusă (1,78%)
     Alte limbi (0,21%)
Conform recensământului din 2001, majoritatea populației satului Iarîșiv era vorbitoare de ucraineană (97,85%), existând în minoritate și vorbitori de rusă (1,78%).